# 多尔西诺
多尔西诺（義大利語：Dorsino），是意大利特伦托自治省的一个市镇。总面积12平方公里，人口435人，人口密度36.3人/平方公里（2009年）。ISTAT代码为022077。